# Suseån (naturreservat)
Suseån er et naturreservat i Sløinge og Asige sogn  i Falkenbergs kommun og och Getinge sogn i Halmstads kommun, Hallands län, Sverige. Det løber langs åen Suseån. Reservatet har stor værdi ud fra et geologisk, arkæologisk og landskabeligt synspunkt.
I 1987 fandt byggearbejdere rester af en jernalderboplads i området. Naturreservatet blev etableret i 1991.Åen løber gennem sedimentært bjerg. I tilknytning til floden er der rester af sydsvenske gnejser. Reservatet omfatter i alt cirka 80 hektar (75 hektar land) bestående af  egeskov, eng og overdrev. Fuglearter som bjergvipstjert, isfugle og vandstær kan ses regelmæssigt.. 